# Stanley Shapiro
Stanley Shapiro (* 16. Juli 1925 in New York City, New York; † 21. Juli 1990 in Los Angeles, Kalifornien) war ein US-amerikanischer Filmproduzent und Drehbuchautor, der für das Drehbuch zu Bettgeflüster 1960 den Oscar für das beste Originaldrehbuch erhielt.

## Leben
Shapiro begann Anfang der 1950er Jahre als Drehbuchautor bei Filmproduktionen und wirkte zuerst 1953 bei Flucht aus Shanghai von Arthur Lubin bei der Erstellung eines Films mit.
Für das Drehbuch zu Bettgeflüster (1959) von Michael Gordon wurde er zusammen mit Russell Rouse, Clarence Greene und Maurice Richlin mit dem Oscar für das beste Originaldrehbuch ausgezeichnet und erhielt darüber hinaus mit Maurice Richlin eine Nominierung für den Preis der Writers Guild of America (WGA Award) für die bestgeschriebene Komödie 1960.
Des Weiteren war er für das Drehbuch zu Unternehmen Petticoat (1959) von Blake Edwards gemeinsam mit Paul King, Joseph Stone und Maurice Richlin 1960 ebenfalls für den Oscar in der Kategorie bestes Originaldrehbuch sowie mit Richlin für den WGA Award für die bestgeschriebene Komödie nominiert.
Weitere Nominierungen für den Oscar für das beste Originaldrehbuch erhielt er darüber hinaus bei der Oscarverleihung 1962 mit Paul Henning für Ein Pyjama für zwei (1961) von Delbert Mann sowie 1963 gemeinsam mit Nate Monaster für Ein Hauch von Nerz (1962) von Delbert Mann. Für dieses Drehbuch wurden er und Monaster allerdings 1963 mit dem WGA Award für die beste Komödie geehrt.
Bei einigen dieser Filme wie Ein Pyjama für zwei und Ein Hauch von Nerz war er auch als Produzent tätig und wurde 1970 als Neuntplatzierter für den Laurel Award als bester Produzent nominiert.
Weitere bekannte Filme mit Drehbüchern von ihm waren Zwei erfolgreiche Verführer (1964) von Ralph Levy sowie die Neuverfilmung Zwei hinreißend verdorbene Schurken (1988) von Frank Oz.
Zu der 1974 von ihm geschriebenen Sitcom Only in America über eine jüdische Familie in New York zu Beginn des 20. Jahrhunderts wurde zwar ein Pilotfilm mit Chaim Topol als Tischler und Familienoberhaupt gedreht, allerdings nicht weiter als Fernsehserie realisiert.

## Filmografie (Auswahl)
- 1958: Urlaubsschein nach Paris (The Perfect Furlough)
- 1959: Bettgeflüster (Pillow Talk)
- 1959: Unternehmen Petticoat (Operation Petticoat)
- 1961: Happy End im September (Come September)
- 1961: Ein Pyjama für zwei (Lover Come Back)
- 1962: Ein Hauch von Nerz (That Touch of Mink)
- 1964: Zwei erfolgreiche Verführer (Bedtime Story)
- 1965: Ein Appartement für drei (A Very Special Favor)
- 1968: Zärtlich schnappt die Falle zu (How to Save a Marriage and Ruin Your Life)
- 1969: Ich, Natalie (Me, Natalie)
- 1974: Bei mir liegst du richtig (For Pete's Sake)
- 1981: Eine schöne Bescherung (Carbon Copy)
- 1988: Zwei hinreißend verdorbene Schurken (Dirty Rotten Scoundrels)
- 1990: Wettlauf mit der Zeit (Running Against Time)